# タッチ (柔軟剤)
タッチとは、花王が1989年（平成元年）2月 - 2002年（平成14年）3月にかけて発売していた柔軟剤。

## 概要
1988年に、ライオンが水分をよく吸収する柔軟剤ソフト&ドライを発売したため、花王も同じように、タッチを発売した。ボトルの形状は、同社の濃縮柔軟剤ハミング1/3と同じものであったが、色はパステル系のグリーンであった。
当初は水分をよく吸収する柔軟剤として発売されたものだが、晩年は抗菌作用を強調していた。

### 成分
陽イオン系界面活性剤。他に抗菌剤。

### その後
2002年に花王は柔軟剤の製品絞り込みを実施し、ブランドを「ハミング」に統合したことで、「タッチ」の発売は終了となり、代替に「抗菌プラスハミング」を発売。後に「抗菌ハミング」→「抗菌コートハミング」と製品名を変えながら発売されてきたが、「ハミング レギュラー」、「フローラルハミング」と共に「ハミング」へ統合・再編したことにより2015年3月に製造を終了した。
4年後の2019年3月には「ハミングLINNE（リンネ）」が発売された。「ハミングLINNE」には吸水性能を重視した「さらり」がラインナップされており、「タッチ」の特徴の一つであった吸水性の流れを実質受け継ぐ製品となった。「タッチ」と異なるのは、液色が白色～淡黄色となっていることと、花王の柔軟剤で初の無香性となっている点である。